# Split
split — команда Unix, що копіює файл і що розбиває його на окремі файли заданої довжини. Як аргументи їй треба вказати ім'я початкового файлу і префікс імен вихідних файлів. Імена вихідних файлів складатимуться з цього префікса і двох додаткових букв аа, ab, ас і так далі (без пропусків і крапок між префіксом і буквами). Якщо префікс імен файлів не заданий, то за умовчанням використовується х, так що вихідні файли називатимуться хаа, xab і так далі.

## Використання
split [опції [файл [префікс]]

За умовчанням розмір частини на виході рівний 1000 рядків, а префікс рівний «x». Якщо файл не заданий або заданий як «-», читає стандартний ввод.

### Опції
Аргументи, обов'язкові для довгих ключів, обов'язкові і для коротких:
-а --suffix-length=Н
використовувати суфікси довжини Н (за умовчанням 2)
-b, --bytes=ЧИСЛО
записувати в кожен вихідний файл задане ЧИСЛО байт
-C --line-bytes=ЧИСЛО
записувати не більш заданого ЧИСЛА байт з рядка
-d, --numeric-suffixes
використовувати числові, а не алфавітні суфікси
-l, --lines=ЧИСЛО
записувати в кожен вихідний файл задане ЧИСЛО рядків
--verbose
друкувати повідомлення в стандартний потік помилок перед відкриттям чергового вихідного файлу
--help
показати цю довідку і вийти
--version
показати інформацію про версію і вийти
При завданні числа байт можна використовувати суфікс: b означає 512b, k — 1kb, m — 1Mb.